# Dự luật 39 California (2012)
Dự Luật 39 là một luật chờ quyết định bỏ phiếu của tiểu bang California, dự luật này sẽ điều chỉnh lại cách tính thuế trên các doanh nghiệp nằm ngoài tiểu bang. Các cử tri tại cuộc bầu cử Quốc hội vào ngày 12 tháng 11 tới đây sẽ có quyền lựa chọn "đồng ý" hoặc "không đồng ý" với dự luật trên.
Các nhóm ủng hộ Dự Luật 39 khẳng định dự luật này sẽ lấp kẽ hở trong luật thuế mà hiện tại đang làm lợi cho các công ty ngoài tiểu bang khi họ giảm bớt việc làm ở California vì mục đích giảm thuế, và chính sách đối xử với những công ty ngoài tiểu bang sẽ giống với chính sách dành cho các công ty trong California. Số tiền thu được nhờ việc lấp kẽ hở này sẽ được dùng để đầu tư trực tiếp vào các trường công và tạo thêm công ăn việc làm cho tiểu bang, đặc biệt là các công việc xây dựng trong lĩnh vực năng lượng sạch.. Nhóm chống đối phản bác rằng Dự Luật 39 chỉ đơn giản là tăng thuế, và nó sẽ khiến các công ty ngoài tiểu bang ít đầu tư hơn vào California. Dự luật này không ảnh hưởng đến các công ty hay các hộ dân ở nội bang California.
Văn phòng phân tích gia luật pháp California xác định rõ việc thay đổi cách tính thuế sẽ giúp thu thêm được 1 tỷ $ và tạo thêm 40,000 công ăn việc làm cho tiểu bang.
Người hỗ trợ về mặt tài chính cho Dự Luật 39 là Thomas Steyer, đó là người đóng vai trò quan trọng trong việc thiết kế ra dự luật này. Thương Nghị Sĩ bang California Kevin de Leon là phó chủ tịch của Dự Luật 39.

## Bối cảnh
Vào năm 2009, những nhà lập pháp Sacramento đã thay đổi luật thuế để những công ty ngoài tiểu bang có thể chọn lựa giữa 2 công thức thuế để tính thuế của họ tại California. Các công ty có thể chọn một trong hai phương pháp là "ba nhân tố" hoặc "một nhân tố doanh thu". Phương pháp 3 nhân tố được tính theo cách là một nửa thuế dựa trên số hóa đơn của công ty đã bán ra trong nội bang và một nửa còn lại là trên số nhân viên và tài sản của công ty trong tiểu bang.
Một công ty có doanh thu cao nhưng không có trụ sở tại California sẽ được giảm thuế khi chọn phương pháp 3 nhân tố. Sự thay đổi này là một phần của việc thỏa thuận giữa Arnold Schwarenegger và Đảng Cộng Hòa. California là bang duy nhất cho phép các công ty ngoài bang được chọn cách tính thuế.
Nhóm ủng hộ Dự Luật 39 bao gồm doanh nhân và là nhà từ thiện Thomas Steyer (San Francisco), người sáng lập ra Quỹ mạo hiểm Farallon, và Ngân hàng One Pacific, một ngân hàng cộng đồng. Steyer, người ký kết cho Quỹ Thế Chấp Giving, đã chi 21.9 triệu $ cho một cuộc vận động cho dự luật này. Trong năm 2010, Steyer đã chủ trì thành công trong việc nỗ lực đánh bại Dự Luật 23, một luật bỏ phiếu để thay đổi luật thay đổi khí hậu California.
Hội Bảo Thủ cũng đóng góp 25.000$ cho cuộc vận động, trong khi Nhóm Quản lý Công Nhân Kim Loại Ở Miền Tây PAC cũng đóng góp 5.000$.
Một luật tương tự đã được thông qua tại các bang New Jersey, Illinois và Texas. Nhà lãnh đạo Cộng Hòa New Jersey Chris Christie đã gọi việc lấp kẽ hỡ là một phần quan trọng cho sự trở lại của bang New Jersey.

### Assembly Bill 1500
John A. Pérez, đại diện bang Los Angeles, giới thiệu dự luật Assembly Bill 1500 vào năm 2012. Điều luật này muốn xóa bỏ phương pháp tính thuế 3 nhân tố khỏi bộ luật thuế. Vào 31 tháng 8 năm 2012, AB 1500 đã thất bại trong việc tìm sự hỗ trợ cần thiết để tiến xa hơn. Tiền thuế lợi tức thu từ AB 1500 sẽ góp phần giảm 2/3 tiền học phí cho các sinh viên đại học của bang đối với các gia đình thu nhập ít hơn $150.000 một năm. Một số lượng lớn các công ty ngoài tiểu bang đã phản đối dự luật này.

## Quy mô
Dự luật 39 xóa bỏ quyền được lựa chọn cách tính thuế tại California của những công ty ngoài tiểu bang. Nếu được thông qua, tất cả những công ty đang hoạt động tại bang sẽ chỉ bị tính thuế theo phương thức một nhân tố doanh thu.
Dự luật 39 cũng bao gồm kế hoạch sử dụng số tiền gia tăng từ thu thuế - khoảng 1 tỷ $ mỗi năm. Trong 5 năm đầu sau khi dự luật được thông qua, một nửa số tiền thuế mới sẽ được dùng cho các dự án năng lượng sạch. Một nửa khác sẽ được đưa vào quỹ chung của bang. Sau 5 năm, tất cả tiền sẽ được đưa vào quỹ chung.
Những người ủng hộ của dự luật này có đề cập đến bốn công ty có lợi từ luật thuế hiện tại. Đó là Chrysler Group, General Motors, International Paper, và Kimberly-Clark.  Vào tháng 9 năm 2012, Proctor & Gamble và Chrysler cùng thông báo rằng họ sẽ không phản đối Dự Luật 39 nữa.
Trong năm 2011, giám đốc điều hành công ty Genentech, Andrea Jackson đã giải thích rằng công ty của cô đã được đặt ở một nơi trong vùng Oregon nhằm tận dụng kẽ hỡ của phương thức 3 nhân tố. Cô ấy cho rằng luật thuế California khuyến khích các công ty di chuyển trụ sở ra ngoài tiểu bang.
Một nghiên cứu gần đây bởi công ty nghiên cứu độc lập Beacon Economic xác nhận rằng Dự Luật 39 có thể làm giới hạn những ưu đãi pháp lý cho những doanh nghiệp ngoài tiểu bang.

## Phân tích

### Tác dụng tích cực
Căn cứ theo những phân tích khách quan, việc thông qua Dự Luật 39 sẽ giúp thu thêm 1 tỷ $ cho thu nhập của bang. Dự luật này đồng thời cũng sẽ xóa bỏ ưu thế của việc xây dựng những trự sở mới hay thuê nhân công ngoài tiểu bang. Những người ủng hộ cho rằng dự luật sẽ giúp tạo thêm 40.000 công ăn việc làm mới. Tổ chức sức khỏe và môi trường khẳng định số tiền dư ra được đầu tư vào những dự án năng lượng sạch sẽ giúp bảo vệ an  ninh trường học và cải tiến sức khỏe cộng đồng tốt hơn. Tổ chức xã luận của Sacramento Bee cho rằng Dự Luật 39 đại diện cho "những gì mà nền dân chủ trực tiếp nên làm."

### Tác dụng tiêu cực
Nhóm phản đối Dự Luật 39 phản bác rằng những công ty sẽ ít đầu tư vào California hơn bởi vì thuế cao. Họ cho rằng một số hình thức của phương thức 3 nhân tố đã xuất hiện kể từ 1966. Một số khác sợ rằng dự luật sẽ làm tăng thêm sự quan liêu và phức tạp cho một bộ luật thuế vốn đã rất có vấn đề. Điều này ám chỉ đến môi trường thuế không thân thiện của California: bang được xếp hạng thứ 48 theo tổ chức Sáng Lập Thuế.

## Sự ủng hộ
Vào tháng 9 năm 2012, đồng loạt các tờ báo Los Angeles Times, Sacramento Bee, San Josse Mercury News và Văn phòng Thương mại San Francisco, Chủ tịch Hạ viện California John Perez, Liên Đoàn Lao động California, Chủ tịch Thượng viện bang California Darrel Steinberg, các vị Cựu Bộ trưởng Ngoại giao Ronald Reagan, Geogre Schutz đã lên tiếng ủng hộ dự luật này.
Vào 26 tháng 9 năm 2012, Chủ tịch Đảng Dân Chủ California, John Burton, đã thông báo về sự ủng hộ của ông đối với Dự Luật 39. Một số sự ủng hộ khác gần đây cho luật này bao gồm Văn phòng Thương mại San Francisco, Hiệp Hội Phổi Hoa Kỳ, Hiệp Hội Doanh nhân Latin, Liên Đoàn Lao động California, Ủy viên Đại Học Cộng đồng California và Hội Ủng Hộ Bảo Tồn Thiên Nhiên California.
Vào ngày 1 tháng 10 năm 2012, các công ty lớn như General Mortos, International Paper, Kimberly Clark, Chrysler và Proctor & Gamble sẽ không còn phản đối Dự Luật 39 nữa.
Văn phòng Thương mại Simi Valley, Văn phòng Thương mại Carpinteria Valley, Văn phòng Thương mại Oxnard và Liên Minh Văn phòng Thương mại đồng loạt phản đối Dự Luật 39.

## Ý kiến báo chí

### "Đồng ý với luật 39"
Báo Oakland Tribune chính thức ủng hộ Dự Luật 39, với lời nhận xét "Luật 39 sẽ giúp giữ chân các doanh nghiệp ở đây".
Báo Fresno Bee ủng hộ Dự Luật 39 vào ngày 1 tháng 10, năm 2012. Họ đã viết, "Nếu nó được thông qua, luật này sẽ tạo ra thêm 1 tỷ $ mỗi năm."
Tờ Bakersfiend Californian đã hỗ trợ luật này, phát biểu, "Đây là lúc để sửa lại chính thuế tồi tệ, mà lần cuối cùng nó được tạo ra cách đây 3 năm bởi Hội Lập Pháp California."
Tờ Modesto Bee ủng hộ Dự Luật 39, ghi, "Dự Luật 39 thể hiện một cách trực tiếp những gì Đảng Dân Chủ nên làm." 
Tờ San Diego Free Press vừa thông báo về sự ủng hộ với Dự Luật 39. Họ đã viết rằng, "Dự Luật 39 sẽ loại bỏ khả năng chọn lựa cách tính thuế dựa trên doanh thu của các công ty ở California và bắt buộc họ chỉ được dùng doanh thu cho việc tính thuế."
Tờ Redding Record Searchlight đã ủng hộ Dự Luật 39, ghi, " Dự Luật 39 sẽ chấm dứt việc biếu không một tỷ $ cho những công ty ngoài tiểu bang."
Tờ Contra Costa Times đã nói tốt cho Dự Luật 39. Họ viết, "Những nhà làm luật liên bang đã từ chối việc sửa lại những lỗi lầm mà họ đã tạo ra vào năm 2009, trong một phiên họp ngân sách muộn, họ đã tạo ra một chính sách thuế khuyến khích các công ty đặt trụ sở ở ngoài bang California. Những người cử tri cần phải sửa nó giùm cho họ vào ngày 6 tháng 11 tới bằng cách bỏ phiếu cho Dự Luật 39."
Tờ Los Angeles Times đã ủng hộ Dự Luật 39. Vào ngày 27 tháng 9, năm 2012, họ viết, "Dự Luật 39, sẽ tăng thêm khoảng 1 tỷ $ mỗi năm, một nửa trong số đó tạm thời sẽ được chuyên dùng cho việc tăng hiệu suất năng lượng các công trình công cộng." 
Tờ San Jose Mercury News đã ủng hộ Dự Luật 39, ghi, "Những nhà làm luật liên bang đã từ chối việc sửa lại những lỗi lầm mà họ đã tạo ra vào năm 2009, trong một phiên họp ngân sách muộn, họ đã tạo ra một chính sách thuế khuyến khích các công ty đặt trụ sở ở ngoài bang California. Những người cử tri sẽ có thể sửa nó giùm cho họ vào ngày 6 tháng 11 tới bằng cách bỏ phiếu cho Dự Luật 39."
Tờ Sacramento Bee vừa ủng hộ Dự Luật 39. Các tờ báo bênh vực các cử tri bỏ phiếu cho luật này, ghi, "Rất cần thiết, các công ty ngoài tiểu bang như công ty sản xuất thuốc lá Altria giành được đặc quyền lựa chọn phương thức tính thuế, điều này cho phép họ nộp thuế ít nhất cho bang, và họ đã cho phép họ thu mức lợi nhuận lớn nhất mỗi năm,… Dự Luật 39 thể hiện trực tiếp những gì đảng Dân Chủ nên làm."

### "Không đồng ý với luật 39"
Tờ San Francisco Chronicle phản đối dự luật này trong một kỳ báo tháng 9, ghi rằng, "Dự Luật 39, luật sẽ chuyển một nửa tỷ đô la từ tiền thu thuế hằng năm vào những dự án năng lượng hiệu quả, sẽ làm xấu đi một ý kiến hay (sửa đổi thuế) bằng một việc rất tồi tệ (bỏ phiếu quyết định ngân sách).
Tờ San Diego Union Tribune phản đối dự luật, ghi, "Chúng tôi đề nghị một phiếu chống cho Dự Luật 39."
Tờ Ventura County Star phản đối Dự Luật 39, phát biểu, "Những người ủng hộ của Dự Luật 39 có thể có ý tốt, nhưng luật này ở cuộc bầu cử ngày 6 tháng 11 không đủ tiêu chuẩn cho một sự kỳ vọng hợp lý. Star đề nghị một phiếu chống."
Tờ Pasadena Star-News phản đối Dự Luật 39, ghi rằng, "DỰ LUẬT 39 là một cái túi hỗn hợp – có vẻ như quá nhiều dự luật đang xuất hiện trên thùng phiếu của bang California – điều đó nên bị loại bỏ."
Tờ San Bernadino Sun phản đối luật này, ghi, "Trong 1 tỷ $ hay tương tự trong tiền thuế thu thêm mà nó sẽ được sản xuất, Dự Luật 39 sẽ chuyển trực tiếp một nửa vào những dự án khác và năng lượng hiệu quả trong vòng 4 năm."
Ban biên tập của tờ Appeal-Democrat phản đối Dự Luật 39 trong một kỳ báo tháng 5, đã viết, "Steyer đã nói rằng luật này sẽ tạo ra thêm nhiều việc làm xanh. Nhưng các loại thuế sẽ giết chết công việc bằng những món tiền dơ bẩn ở ngoài khu vực kinh tế tư nhân. Một số cam kết việc-làm-xanh tương tự đã từng được tạo ra như Assembly Bill 32,  Đạo luật Giải quyết Hâm nóng Toàn cầu 2006, bởi Thống Đốc Arnold Schwarenegger. Nhưng AB 32 đã không ngăn ngừa được việc tỷ lệ thất nghiệp của bang lại tăng cao hơn tỷ lệ quốc gia. Vấn đề nghề nghiệp thật sự của California không chỉ là thiếu các công việc xanh, mà bang còn đòi hỏi những công việc tốt cho khí hậu, đối với những gì AB 32 và bóng ma của những đóng góp từ luật của Steyer."
Tờ Los Angeles Daily News: "…luật này có hai vấn đề lớn: Một, nó là một ví dụ khác của việc bỏ phiếu quyết định ngân sách, một nửa tiền thuế sẽ được tạo ra cho những dự án môi trường thay vì đưa vào quỹ chung; và thứ hai, nó trở lại là một thỏa thuận ngân sách mà những nhà lập pháp đã tạo ra cách đây 3 năm."
Tờ San Gabriel Valley Tribune: "Bang California không thể chịu đựng thêm bất cứ thùng phiếu ngân sách để tích trữ tiền cho một mục đích đơn lẻ được ủng hộ bởi một người đề xuất quyền – trong trường hợp này là một tỷ phú sở hữu quỹ mạo hiểm. Dự Luật 39 tạo ra Quỹ Sáng Tạo Công Việc Năng lượng Sạch, một thùng tiền bất khả xâm phạm khác giống như First 5 và quỹ sức khỏe tầm thần mà những luật cũ đã cho chúng ta. Những mục đích này có vẻ tốt, nhưng chúng nên được xem xét chúng có chống lại những sự ưu tiên khác như giáo dục và sự chăm sóc cho người nghèo và người già."